# 송수식
송수식(宋秀植, 1941년 1월 5일~2024년 2월 28일)는 대한민국의 의사이다.

## 학력
- 1954년 ~ 1957년 경북대학교사범대학부설고등학교 졸업
- 1957년 ~ 1963년 고려대학교 의과대학 졸업
- 1963년 고려대학교대학원 신경정신과학 석사
- 1972년 고려대학교대학원 의학박사

## 경력
- 1963년 ~ 1964년 2월 고려대학교 의과대학 부속 병원인턴
- 1964년 ~ 1967년 6월 고려대학교 의과대학 부속 병원 신경정신과 레지던트
- 1968년 신경정신과 전문의 취득
- 1970년 육군대위 전역
- 1973년 송수식신경정신과의원 개원
- 1974년 서울적십자병원 신경정신과 초대과장
- 1979년 ~ 1981년 대한신경정신의학회 이사
- 1984년 고려대학교 의과대학 외래교수
- 1985년 대한의학협회 공제회 심사위원
- 1986년 대한신경정신의학회 부회장
- 1987년 대한신경정신의학회 정신보건향상위원회 위원장
- 1987년 ~ 1989년 8월 서울지검 검찰의료자문위원회 위원
- 1989년 ~ 1990년 9월 대한신경정신의학회 대의원회 의장
- 1989년 ~ 1994년 5월 대한의학협회 공보위원회 의원
- 1990년 ~ 1992년 3월 서울적십자병원 진료부장
- ~ 1992년 7월 보건사회부 정신보건심의위원회 위원
- 1992년 ~ 1994년 3월 서울적십자병원 의료부원장 겸 신경정신과 주임과장
- 1992년 ~ 1993년 10월 대한신경정신의학회 정신보건정책위원회 위원장
- 1993년 고려대학교 의과대학 교우회 회장
- 1993년 고려대학교 교우회 부회장
- 1993년 대한신경정신의학회 정신보건정책위원회 위원
- 1994년 ~ 1996년 서울적십자병원 원장
- 1996년 송신경정신과의원 원장
- 1996년 서울고등법원 조정위원
- 1996년 ~ 2000년 대한신경정신과 개원의협의회 회장

## 저서
- 부부생활도 배워야 잘한다

## 가족 관계
- 배우자: 권영희 (1940년 8월 15일 ~ 2002년) 	 
  - 장녀: 송미현 (1965년 12월 26일 ~ )
    - 첫째 사위: 홍준식

  - 차녀: 송종현 (1967년 12월 26일 ~ )
    - 둘째 사위: 장순각

  - 장남: 송성용 (1971년 6월 7일 ~ )
    - 며느리: 이순정